# Галлахер, Эйдан
Эйдан Галлахер (англ. Aidan Gallagher; род. 18 сентября 2003 года, Лос-Анджелес, Калифорния, США) — американский актёр, экологический активист и музыкант. Его первой большой работой стала роль Никки Харпера в сериале от Nickelodeon «Никки, Рикки, Дикки и Дон». С 2019 по 2024 год он сыграл Номера Пять в сериале «Академия Амбрелла».

## Карьера
Эйдан впервые появился в комедийном телесериале «Американская семейка» в эпизоде «The Wow Factor» в 2013 году. Затем Галлахер получил роль Никки Харпера в телесериале «Никки, Рикки, Дикки и Дон». За эту роль он дважды номинировался на Kids’ Choice Awards в 2016 и 2017 годах. В 2019 на экраны вышел сериал «Академия Амбрелла», где Галлахер исполнял роль Номера Пять.

## Другое
Эйдан является веганом и активно защищает окружающую среду. В 2018 году его назначили послом доброй воли ООН в Северной Америке.
Также Галлахер является певцом и автором песен, играет на гитаре и пианино.

## Фильмография
| Год       | Русское название          | Оригинальное название                      | Роль               |
| --------- | ------------------------- | ------------------------------------------ | ------------------ |
| 2013      | Американская семейка      | Modern Family                              | эпизодическая роль |
| 2014—2018 | Никки, Рикки, Дикки и Дон | Nicky, Ricky, Dicky & Dawn                 | Никки Харпер       |
| 2015      | Новогодняя Вечеринка      | Nickelodeon’s Ho Ho Holiday Special        | играет самого себя |
| 2017      | Летний лагерь Никелодеон  | Nickelodeon’s Sizzling Summer Camp Special | Пляжный парень     |
| 2019—2024 | Академия Амбрелла         | The Umbrella Academy                       | Номер Пять         |

## Дискография

### Синглы
| Год  | Название                        | Дата выпуска   |
| ---- | ------------------------------- | -------------- |
| 2020 | «4th Of July»                   | 3 июля 2020    |
| 2020 | «I Love You»                    | 31 января 2020 |
| 2019 | «For You»                       | 7 июня 2019    |
| 2019 | «Time»                          | 10 мая 2019    |
| 2019 | «Miss You» (feat. Trinity Rose) | 26 апреля 2019 |
| 2019 | «Blue Neon» (Club Version)      | 22 марта 2019  |

## Награды и номинации
| Год  | Награда             | Категория                         | Работа                    | Результат |
| ---- | ------------------- | --------------------------------- | ------------------------- | --------- |
| 2016 | Kids’ Choice Awards | Любимый актёр телевидения         | Никки, Рикки, Дикки и Дон | Номинация |
| 2016 | Young Artist Award  | Лучший молодой актёрский ансамбль | Никки, Рикки, Дикки и Дон | Номинация |
| 2017 | Kids’ Choice Awards | Любимый актёр телевидения         | Никки, Рикки, Дикки и Дон | Номинация |